# NGC 7098
NGC 7098 هي مجرة دوامة منعزلة تبعد حوالي 95 مليون سنة ضوئية عن الأرض تقع في كوكبة الثمن (كوكبة). يبلغ قطرها ما يقدر ب 152,400 سنة ضوئية تم اكتشافه من قبل عالم الفلك جون هيرشل في 22 سبتمبر 1835.

## الخصائص
ميزة NGC 7098 أكثر وضوحا مع وجود شريط مثير للاهتمام. حيث يتم تشكيل هيكل شريط مثل البيضاوي واسع حول شريط تم العثور على حلقة داخلية مصنوعة من أربعة أذرع حلزونية ملفوفة بإحكام. تقع خارج الحلقة الداخلية.

## وصلات خارجية
- NGC 7098 على موقع ويكي سكاي: DSS2, SDSS, GALEX, IRAS, Hydrogen α, X-Ray, Astrophoto, Sky Map, Articles and images